# دانيال غاريسون برينتون
دانيال غاريسون برينتون (بالإنجليزية: Daniel Garrison Brinton)‏ هو عالم إنسان وطبيب أمريكي، ولد في 13 مايو 1837 في Thornbury Township, Chester County, Pennsylvania ‏ في الولايات المتحدة، وتوفي في 31 يوليو 1899 في فيلادلفيا في الولايات المتحدة.

## وصلات خارجية
- دانيال غاريسون برينتون على موقع الموسوعة البريطانية (الإنجليزية)